# Distanza di visibilità
Le distanze di visibilità rappresentano le condizioni di sicurezza da calcolarsi durante la stesura del progetto stradale. 
Vengono distinte dalla nuova normativa stradale in:
- Distanza di visibilità per l'arresto
- Distanza di visibilità per il sorpasso
- Distanza di visibilità per la manovra di cambiamento di corsia

Tali distanze, a seconda dei casi, devono essere prese in considerazione per il confronto con la "Distanza di visuale libera" che viene definita dalla normativa come la "lunghezza del tratto di strada che il conducente riesce a vedere davanti a sé indipendentemente dalle condizioni di traffico e dalle condizioni atmosferiche e di illuminazione".
La presenza di opportune visuali libere, sia sulla strada che in corrispondenza delle intersezioni, rappresenta una condizione primaria ed inderogabile di sicurezza della circolazione e quindi di progettazione stradale.

## Distanza di visibilità per l'arresto
Dalla normativa è definita come lo "spazio minimo necessario perché un conducente possa arrestare il veicolo in condizione di sicurezza davanti ad un ostacolo improvviso". 
Dal punto di vista progettuale e quindi di calcolo, tale distanza {\displaystyle D_{a}} è data dalla somma di due contributi:
{\displaystyle D_{a}=D_{1}+D_{2}}
dove:
- {\displaystyle D_{1}} rappresenta lo spazio percorso dal veicolo alla velocità iniziale {\displaystyle V_{0}} durante il tempo Τ complessivo di reazione che è necessario al conducente per percepire l'azione di un ostacolo e mettere in azione i freni.
- {\displaystyle D_{2}} rappresenta lo spazio di arresto, ovvero la distanza percorsa dal veicolo dal momento in cui vengono azionati i freni al momento in cui si ferma.

## Distanza di visibilità per il sorpasso
Dalla normativa è definita come la "lunghezza del tratto di strada occorrente per compiere una manovra di completo sorpasso in sicurezza, quando non si possa escludere l'arrivo di un veicolo in senso opposto".
Sulle strade a due corsie è necessario che sia garantita tale distanza per una percentuale abbastanza elevata del percorso, evitando condizioni intollerabili di sicurezza della circolazione.
Ai fini del calcolo è stabilito che la distanza di visibilità per il sorpasso {\displaystyle D_{s}} è data da:
{\displaystyle D_{s}=20*v=5,5*V}
dove v o V è la velocità di progetto desunta puntualmente dal diagramma della velocità, misurata in m/s oppure km/h;, di valore identico sia per il veicolo sorpassante, che per quello proveniente in senso opposto.

## Distanza di visibilità per la manovra di cambiamento di corsia
Dalla normativa è definita come la "lunghezza del tratto di strada occorrente per il passaggio da una corsia a quella ad essa adiacente nella manovra di deviazione in corrispondenza di punti singolari (intersezioni, uscite, ecc.)".
Nel calcolo avremo che la distanza di visibilità per la manovra di cambiamento di corsia {\displaystyle D_{c}} è data da:
{\displaystyle D_{c}=9,5*v=2,6*V}
dove:
- 9,5 secondi comprendono i tempi necessari per percepire, riconoscere la situazione e per la decisione ed effettuazione della manovra di cambiamento di una sola corsia (4 secondi)
- v o V velocità di progetto desunta puntualmente dal diagramma della velocità, misurata in m/s oppure km/h;